# Jimmy Hyacinthe
Jimmy Hyacinthe, né à Treichville, un quartier d'Abidjan, était un arrangeur et chanteur de Côte d'Ivoire. Il a participé aux disques de Nayanka Bell et de nombreux autres musiciens et chanteurs de Côte d'Ivoire et du Mali dans les années 1970 et 1980.
Jimmy Hyacinthe a composé un album appelée Goli, qui a connu un énorme succès en 1979. Son album Maquis lô comprenant la chanson phare, Yatchiminou, reprenait le rythme de la danse traditionnelle Baoulé Goli (masque Goli), dans une orchestration moderne, avec des influences afro-beat, soul et disco.
Il est membre fondateur du groupe afro-antillais Bozambo, créé en France en 1973.